# 短柱齿唇兰
短柱齿唇兰（学名：Anoectochilus brevistylis）为兰科开唇兰属下的一个种。該物種分佈於中華人民共和國云南、西藏墨脱海拔1700-1900米的常绿阔叶林下阴湿地上。越南、泰国、马来西亚也有分布。

## 扩展阅读
- 維基物種上的相關：短柱齿唇兰